# Vîtvîțea, Dolîna
Vîtvîțea (în ucraineană Витвиця) este o comună în raionul Dolîna, regiunea Ivano-Frankivsk, Ucraina, formată numai din satul de reședință.

## Demografie
Componența lingvistică a comunei Vîtvîțea
     Ucraineană (99,55%)
     Alte limbi (0,44%)
Conform recensământului din 2001, majoritatea populației comunei Vîtvîțea era vorbitoare de ucraineană (99,55%), existând în minoritate și vorbitori de alte limbi.